# Курская-Сахалинская
Курская-Сахалинская — недействующая железнодорожная станция Сахалинского региона Дальневосточной железной дороги. Названа по бывшему селу, в котором расположена.

## История
Станция открыта в 1928 году в составе пускового участка Южно-Сахалинск (Тоёхара) — Холмск.
Современное название дано 1 февраля 1946 года.

## Деятельность
По состоянию на октябрь 2016 года пассажирское сообщение отсутствует. Грузовое движение по станции не осуществляется.